# Ван Ковелер, Дидье
Дидье́ ван Ковеле́р (фр. Didier Van Cauwelaert; род. 29 июля 1960[…], Ницца) — французский писатель, критик, сценарист, лауреат многих литературный премий, в том числе Гонкуровской.

## Биография и творчество
Дидье ван Ковелер начал писать ещё восьмилетним мальчиком. Он рассылал свои произведения во многие издательства, однако долгое время ни одно из них не принимало молодой талант всерьёз.
Первая книга авторства Ковелера «Двадцать лет и ещё немного» вышла в свет в парижском издательстве «Сёй» в 1982 году, когда писателю было 22 года. Роман имел огромный успех и в том же году был отмечен премией Фонда имени дель Дюка, ознаменовав таким образом начало серьёзной писательской карьеры Ковелера. До начала 90-х в том же издательстве вышли следующие три его романа — «Рыба — любовь» (Ковелер получил за неё Премию Роже Нимье), «Каникулы призрака» (Книжная премия имени Гутенберга) и «Горький апельсин», после чего контракт с Seuil закончился. К концу работы над романом «Ненужная вещь» Ковелер переходит в издательство Albin Michel, в котором книги писателя выходят и по сей день.
Творчество Ковелера довольно-таки обширно и включает в себя более двадцати романов. Большое влияние на него оказали французский писатель и драматург Марсель Эме, а также дважды лауреат Гонкуровской премии Ромен Гари. В центре его творчества — реконструкция человеческих отношений, поиск человеком своего пути, самоидентификации. Один из самых известных романов Ковелера — «Путь в один конец». Это история молодого француза, в детстве усыновлённого цыганской семьёй и с юного возраста промышляющего кражей и перепродажей автомагнитол. Поддельный паспорт на вымышленное имя приводит главного героя романа на вымышленную же родину, в Марокко — совершенно чуждый ему мир. В 1994 году за роман «Путь в один конец» Ковелер получил Гонкуровскую премию.
Ковелер играл в театре, писал сценарии для фильмов и спектаклей, работал переводчиком и на телевидении. В 2009 году написал роман для мобильного телефона «Томас Дримм». Читатели получали необычный роман не целиком, а по частям — каждый день приходило по одной главе.
В 2011 году фильм «Неизвестный» по роману Ковелера «Вне себя» принял участие во внеконкурсной программе 61 Берлинского кинофестиваля.

## Романы
- Двадцать лет и ещё немного (фр. Vingt ans et des poussières, 1982)
- Рыба — любовь (фр. Poisson d'amour, 1984)
- Каникулы призрака (фр. Les Vacances du fantôme, 1986)
- Горький апельсин (фр. L'Orange amère, 1988)
- Ненужная вещь (фр. Un objet en souffrance, 1991)
- Шайенн (фр. Cheyenne, 1993)
- Путь в один конец (фр. Un aller simple, 1994)
- Запредельная жизнь (фр. La Vie interdite, 1997)
- Чужая шкура (фр. Corps étranger, 1998)
- Условно освобождённая (фр. La Demi-pensionnaire, 1999)
- Воспитание феи, (фр. L'Éducation d'une fée, 2000)
- Явление (фр. L'Apparition, 2001)
- Знакомство категории Х (фр. Rencontre sous X, 2002)
- Вне себя, (фр. Hors de moi, 2003)
- Евангелие от Джимми, (фр. L'Évangile de Jimmy,2004)
- Притяжения (фр. Attirances, 2005)
- Клонировать Христа (фр. Cloner le Christ?, 2006)
- Приёмный отец (фр. Le Père adopté, 2007)
- Прощальная ночь в XV веке, (фр. La Nuit dernière au XVe siècle, 2008)
- Дом света, (фр. La Maison des lumières, 2009)
- Томас Дримм (фр. Thomas Drimm, 2009)
- Свидетели невесты (фр. Les témoins de la mariée, 2010)
- La femme de nos vies (2013)

## Театральная деятельность
Актёр
- L’Astronome, 1983, премия «Театр» Французской академии
- Le Nègre, 1986
- Noces de sable, 1995
- Le rattachement, 2010

## Фильмы
Сценарист
- Дед Мороз и сын / Père Noël et fils, 1983
- Нежданный гость / L’Invité surprise, 1989
- Feu sur le candidat, 1990
- Triplex, 1991
- Друзья моей жены / Les Amies de ma femme, 1993 (сценарист и режиссёр-постановщик)
- Un aller simple, 2001

## Премии
- 1982 : Премия Фонда дель Дюка за «Двадцать лет и ещё немного»
- 1983 : Премия «Театр» Французской академии за пьесу «Астроном»
- 1984 : Премия Роже Нимье за «Рыбу — любовь»
- 1986 : Книжная премия Гутенберга за «Каникулы привидения»
- 1994 : Гонкуровская премия за «Путь в один конец»
- 1997 : Большая читательская премия в номинации «Карманная книга» за «Запредельную жизнь»
- 2001 : Премия Фемина (номинация «Карманная книга») за роман «Условно освобождённая»
- 2002 : Премия за популяризацию науки в романе «Явление»
- 2007 : Премия имени Марселя Паньоля за роман «Приёмный отец»